# کانابرود
کانابرود (به لهستانی:  Kanabród) یک روستا در لهستان است که در گمینا رپکی واقع شده‌است.